# Salay
Salay è una municipalità di quinta classe delle Filippine, situata nella Provincia di Misamis Oriental, nella Regione del Mindanao Settentrionale.
Salay è formata da 18 baranggay:
- Alipuaton
- Ampenican
- Bunal
- Casulog
- Dinagsaan
- Guinalaban
- Ili-ilihon
- Inobulan
- Looc
- Matampa
- Membuli
- Poblacion
- Salagsag
- Salay River I
- Salay River II
- Saray
- Tinagaan
- Yungod